# لیسا ژاکوب
لیسا ژاکوب (انگلیسی: Lisa Jakub؛ زادهٔ ۲۷ دسامبر ۱۹۷۸) یک هنرپیشه اهل کانادا است.
از فیلم‌ها یا برنامه‌های تلویزیونی که وی در آن نقش داشته است می‌توان به روز استقلال، خانم داوت‌فایر و پیاده‌روی روی ماه اشاره کرد.